# قوی‌ترین مرد جهان
قوی‌ترین مرد جهان (به انگلیسی: The Strongest Man in the World) فیلمی محصول سال ۱۹۷۵ و به کارگردانی وینسنت مک‌اویتی است. در این فیلم بازیگرانی همچون کرت راسل، جو فلین، ایو آردن، سزار رومرو، فیل سیلورز، دیک وان پاتن، هارولد گلد، ریچارد باکالیان، ویلیام شارلت، بنسون فونگ، جیمز گرگوری، جان دبنی، دیوید آر الیس، لری جی فرانکو، روی رابرتس، فریتس فلد، رانی شل، ریموند بیلی، جک بیلی، کاتلین فریمن، مری ترین، ادی کوییلان، آرتور اسپیس، ویلیام بیکول، آرت مترانو و لنی واینریب ایفای نقش کرده‌اند.